# Katsuji Adachi
Katsuji Adachi (安達勝治 Adachi Katsuji?) (25 de abril de 1942 - 21 de abril de 2010), más conocido como Mr. Hito, fue un japonés que compitió en América del Norte y en promociones de lucha profesional japonesas desde la década de 1950 hasta mediados de la década de 1980. En particular, fue el compañero de tag team de Mr. Moto (que fue uno de los primeros "rudos" japoneses) mientras luchaba en los territorios regionales de la National Wrestling Alliance a finales de la década de 1950.
Es quizás más conocido por su trabajo en la Stu Hart de Stampede Wrestling, donde ganó múltiples títulos de campeón. También es muy apreciado por Bret Hart como su entrenador más importante junto a Kazuo Sakurada (a.k.a. Mr. Sakurada), con quien entrenó ampliamente en el "Dungeon de Stu Hart".

## Carrera en la lucha de sumo
Katsuji Adachi debutó en la lucha de sumo en 1956 a la edad de 14 años. Formó parte de la Dewanoumi bajo el shikona Naniwakai. Su rango más alto fue el de Makushita 17. Se retiró del sumo en enero de 1967.

## Carrera profesional de lucha libre

### Japón (1967-1973)
Katsuji Adachi debutó en la Japan Wrestling Association en junio de 1967. Perdió el trabajo (lucha profesional) ante Haruka Eigen en el Estadio de Kawasaki el 1 de julio de 1969. The following year, Adachi appeared in the JWA New Year Champion Series in January 1970 and the Golden Series en julio, antes de abandonar el país para competir en Norteamérica durante los primeros años de la década de 1970.

### Norteamérica (1973-1988)
Como Tokyo Joe, él y Kung Fu Lee fueron manejados por Percival A. Friend en NWA Central States en 1973. Al año siguiente, fue uno de los tres luchadores japoneses junto con Kung Fu Lee y Jumbo Tsuruta que participaron en una batalla real de 12 hombres el 7 de abril de 1974, St.Louis, Missouri, el evento también incluyó a André the Giant, Bobo Brazil, Bill Miller, Billy Red Lyons, Black Angus Campbell, Reggie Parks, Frank Valois, Billy Howard y Dory Funk Jr..
Hito cosechó un gran éxito como luchador de tag team en Stampede Wrestling en Calgary, ganando el NWA International Tag Team Championship (Calgary version) en ocho ocasiones. Durante este tiempo, como parte del "ejército" de Big Bad John con King Curtis Iaukea y John Quinn, se enfrentó a "Cowboy" Dan Kroffat, Larry Lane y Mark Lewin tras atacar al entonces sexagenario Stu Hart que había sido esposado a las cuerdas del ring.
Su primera victoria tuvo lugar en 1975 con su compañero John Quinn, pero los títulos quedaron entonces vacantes. Para recuperarlos ese mismo año, Hito se asoció con Gil Hayes para ganar un torneo por equipos. Al año siguiente, él y Higo "Animal" Hamaguchi ganaron los títulos. Entonces Michel Martel le ayudó a ganar su cuarto título de parejas en 1977. Pasaron dos años hasta que ganó su quinto y sexto título con Mr. Sakurada, ganando y perdiendo los títulos contra gente como Bret y Keith Hart, Dory Funk Jr., y Leo Burke. A continuación, Hito se dedicó a la competición individual. Él y Mr. Sakaruda también tendrían un breve paso por el Championship Wrestling de Florida a finales de 1979 y World Class Championship Wrestling al año siguiente, ganando los títulos por equipos en ambas promociones.
Hito ganó su primer Stampede North American Heavyweight Championship el 18 de septiembre de 1981 a David Schultz, sólo para perderlo de nuevo al mes siguiente. Su segundo reinado del título duró desde el 6 de noviembre de 1981 hasta el 19 de marzo del año siguiente, en el que se vio obligado a dejarlo vacante debido a las lesiones resultantes de un accidente automovilístico a principios de 1982. Mientras conducía a un espectáculo en Lethbridge con Bruce Hart, Jim Neidhart, Gerry Morrow y una mano de la carretera de la Estampida, había sufrido lesiones faciales, así como una muñeca rota y una rodilla dislocada después de golpear los neumáticos traseros del semirremolque cuando entraba en una gasolinera de carretera.
El 11 de marzo de 1983, Hito ganó su octavo NWA International Tag Team Championship con Jim Neidhart en Calgary, Alberta. Los ganarían por última vez a Mike Shaw y Mike Miller ese mismo año. En marzo de 1988 se retiró de la competición en el ring y se quedó para ser la mano derecha de Stu Hart en la Mazmorra.

## Jubilación y muerte
Alrededor de 2003, Adachi regresó a Osaka, Japón, para trabajar en el restaurante de okonomiyaki de su hermana. En 2005, se trasladó de nuevo a Calgary. En agosto de 2006, hizo una aparición como invitado en la ceremonia de jubilación de Hiroshi Hase.
Según Bret Hart, Adachi fue uno de los capataces de mayor confianza de Stu Hart y de los trabajadores más fiables en el apogeo de la Stampede Wrestling; El set de DVD de Bret también presenta imágenes raras de Adachi y Sakurada squashing. Ha acreditado a Adachi como uno de sus mayores mentores, declarando: "La gente a menudo me dice, dónde estaría la lucha libre sin Bret Hart. Pero mi respuesta a eso es, dónde estaría Bret Hart sin el señor Hito".
Adachi falleció el 21 de abril de 2010 en Osaka. La causa de su muerte está relacionada con la diabetes, que padecía desde hacía varios años y que provocó la amputación de su pierna derecha en octubre de 2009.

## Campeonatos y logros
- Championship Wrestling from Florida

- NWA Florida Tag Team Championship (1 time) – with Mr. Sakurada

- Maple Leaf Wrestling

- NWA Canadian Open Tag Team Championship (1 time) – with Mr. Moto

- NWA Big Time Wrestling

- NWA American Tag Team Championship (3 times) – with Mr. Sakurada

- Stampede Wrestling

- NWA International Tag Team Championship (Calgary version) (8 times) – with John Quinn (1), Gil Hayes (2), Higo Hamaguchi (1), Michael Martel (1), Mr. Sakurada (2), and Jim Neidhart (1)
- Stampede North American Heavyweight Championship (2 times)
- Stampede Wrestling Hall of Fame (Class of 1995)